# Ośrodek badań dynamicznych uzbrojenia – Stalowa Wola
Ośrodek Badań Dynamicznych, wydzielony zakład Wojskowego Instytutu Technicznego Uzbrojenia w Zielonce, położny w Stalowej Woli, przeznaczony do prowadzenia badań zdawczo-odbiorczych amunicji i sprzętu wojskowego dostarczanego do Sił Zbrojnych Rzeczypospolitej Polskiej.

## Historia
Ośrodek Badań Dynamicznych (wcześniej Ośrodek Badań Uzbrojenia) został utworzony w latach 1965-1969, do prowadzenia badań sprzętu artyleryjskiego produkowanego wówczas przez HSW, przejmując  od Wojskowego Instytutu Techniki Uzbrojenia w Zielonce, część  poligonowych badań odbiorczych, uzbrojenia i amunicji.
W 1991 Ośrodek Badań Uzbrojenia w Stalowej Woli rozformowano, a na jego bazie w 1992 powołano Dział Specjalny Badań Sprzętu Uzbrojenia, który w lutym 2005 został przemianowany na Ośrodek Badań Dynamicznych WITU w Stalowej Woli.

## Zakres badań
Ośrodek w Stalowej Woli prowadzi badania związane z:
- badaniami sprzętu wojskowego (m.in. produkcji Huty Stalowa Wola)
- elaboracją, deelaboracją granatów i pocisków, oraz segmentów pancerzy reaktywnych.
- dekompletacją i kompletacją pocisków oraz naboi[2].

W Ośrodku Badań Dynamicznych w Stalowej Woli  jest akredytowane Laboratorium Badań Sprzętu Uzbrojenia w warunkach poligonowych.
Laboratorium prowadzi badania dynamiczne strzelaniem:
- sprzętu i uzbrojenia strzeleckiego,
- sprzętu i uzbrojenia artyleryjskiego,
- sprzętu i uzbrojenia rakietowego,
- sprzętu i uzbrojenia przeciwlotniczego,

Oraz badania strzelaniem w celu określenia:
- ciśnienia w przewodzie lufy oraz komorze nabojowej,
- prędkości pocisku na poszczególnych odcinkach toru lotu,
- skupienia pocisków,
- niezawodności działania sprzętu uzbrojenia,
- szybkostrzelności broni automatycznej,
- odporności osłon oraz wkładów balistycznych na przebicie,
- wytrzymałości i funkcjonowanie pocisków, zapalników, łusek, zapłonników itp.,
- ustalanie naważek prochów do ładunków miotających etatowych i wzmocnionych,
- odbiór gotowych partii ładunków miotających[3].

Zakres prowadzonych badań, oraz posiadanie własnych poligonów, to elementy, które decydują, że ośrodek badań w Stalowej Woli jest znaczącym ośrodkiem prowadzonych badań zdawczo-odbiorczych amunicji i sprzętu wojskowego.
Jednym z walorów lokalizacji ośrodka, jest graniczenie z terenem poligonu w Nowej Dębie, oraz posiadanie poligonu w Lipie, co ułatwia  prowadzenie badań.